# Cherrybelle
Cherry Belle (a veces escrito como Cherry Belle), conocido también como Chibi, es un grupo musical femenino de Indonesia. El grupo se formó a partir de una audición abierta. Esta banda fue fundada el 27 de febrero de 2011, integrada por nueve cantantes jovencitas. El 12 de abril de 2012, Devi y Wenda se retiraron de Cherry Belle. Como resultado de la partida de las 2 integrantes, el 8 de junio de 2012, Kezia Karamoy y Steffy, fueron elegidas para convertirse en las nuevas integrantes de Cherry Belle, en la que reemplazaron a Wenda y Devi.

## Anteriores integrantes
- Devi
- Wenda
- Anisa
- Steffy
- Felly
- Ryn
- Cherly
- Gigi
- Kezia
- Christy
- Angel
- Novi
- Miftah
- Laela
- Yoeriche
- Onad
- Ellen
- Mutiara
- Tata

## Discografía
Álbumes: 
- Love is You (2011)
- Diam Diam Suka (2013)
- Reborn (2015)
- Aku atau Dia (2016)
- Jadikan Aku Sahabatmu (2018)

## Filmografía
- Love is You (2011)
- Diam Diam Suka (2013)
- Reborn (2015)
- Aku atau Dia (2016)
- Jadikan Aku Sahabatmu (2018)

### Obras
- «Cherry Belle Luncurkan Film» [Cherry Belle Launches a Film]. Suara Merdeka (en indonesian). 9 de abril de 2012. Archivado desde el original el 22 de abril de 2012. Consultado el 22 de abril de 2012.
- «Cherry Belle Kembali Dengan Formasi 9» [Cherry Belle back to 9-Member Format]. KapanLagi.com. 9 de junio de 2012. Consultado el 10 de septiembre de 2013.
- Dass, Felix (30 de octubre de 2011). «Band of Sister». The Jakarta Post. Archivado desde el original el 21 de abril de 2012. Consultado el 22 de abril de 2012.
- Dass, Felix (30 de octubre de 2011). «Wonder Girls». The Jakarta Post. Archivado desde el original el 21 de abril de 2012. Consultado el 22 de abril de 2012.
- «Demi Target Market, Cherry Belle Anut Pembaharuan Personil?» [For Their Target Market, Cherry Belle Looking to Refresh Their Line-up?]. Suara Merdeka (en indonesian). 15 de abril de 2012. Archivado desde el original el 22 de abril de 2012. Consultado el 22 de abril de 2012.
- «Devi dan Wenda Hengkang dari Cherrybelle» [Devi and Wenda leave from Cherrybelle]. Kompas (en indonesian). 13 de abril de 2012. Consultado el 10 de septiembre de 2013.
- «Old age disqualifies two from Cherry Bell». The Jakarta Post. 14 de abril de 2012. Archivado desde el original el 21 de abril de 2012. Consultado el 22 de abril de 2012.
- Raditya, Garna (8 de abril de 2012). «Memfilmkan Kisah Cherry Belle» [Filming the Cherry Belle Story]. Suara Merdeka (en indonesian). Archivado desde el original el 22 de abril de 2012. Consultado el 22 de abril de 2012.
- Tisnabudi, Ivan (23 de septiembre de 2011). «My Jakarta: Dino Raturandang, Music Producer». Jakarta Globe. Archivado desde el original el 21 de abril de 2012. Consultado el 22 de abril de 2012.
- «Wonder Girls». 30 de octubre de 2011. Consultado el 10 de septiembre de 2013.